# Lac Burungi
Le lac Burungi est un lac situé dans la région de Manyara en Tanzanie.